# Ihrowica

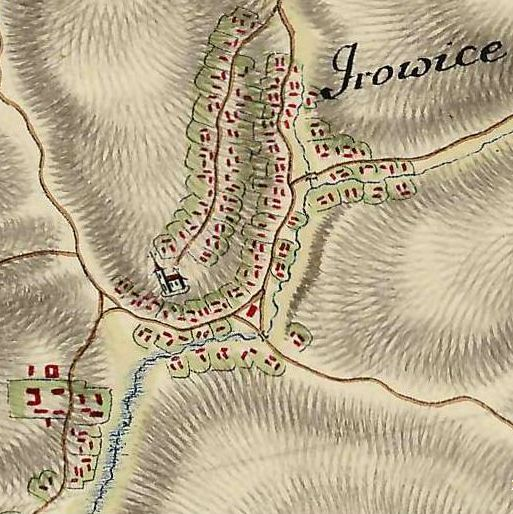
Irowice (górne), obecnie Ihrowica, widoczne zabudowania dworskie i cerkiew dwa lata po lokacji wsi - fragment mapy wojskowej Friedricha Miega (1769-1787)

Ihrowica (ukr. Ігровиця, lokowana jako Irowice, inne nazwy Ihrowice) – wieś na Ukrainie, w obwodzie tarnopolskim, w rejonie tarnopolskim. W 2001 liczyła 1704 mieszkańców. 
Leży na Wyżynie Podolskiej między rzekami Seret i Zbrucz, 16 km na północ od Tarnopola, na trasie Tarnopol-Załoźce. 

## Rys historyczny
Nazwa Ihrowica prawdopodobnie pochodzi od rusińskiego słowa – ihreć, co oznacza wiatr, wicher. Od założenia w 1785 r. była wsią dworską. Do powstania wsi przyczyniło się ożywienie gospodarcze i reformy józefińskie Królestwa Galicji, a także przechodzący w tym miejscu trakt z północy na południe. Ze źródeł wiadomo o istnieniu na tym terenie wsi Ihrowice z pocztą i cerkwią. Niektóre źródła rozróżniają podział wsi na Ihrowicę Górną i Ihrowicę Dolną.
Położenie wsi na szlaku komunikacyjnym spowodowało w Ihrowicy rozwój rzemiosła (kołodziejstwa, kowalstwa, rymarstwa). Zakładano noclegownie i gospody przydatne podróżnym udającym się z Kowala i Łucka do Tarnopola. Wtedy też we wsi zaczęli się osiedlać Żydzi. Polacy zaczęli przybywać w te strony po powstaniu styczniowym, uciekając z zaboru rosyjskiego. Po odzyskaniu niepodległości do 1945 roku wieś była w granicach Polski, w województwie tarnopolskim, w powiecie tarnopolskim, siedziba gminy Ihrowica. W latach: 1939–1941 i 1944–1945 okupowana przez ZSRR, później w granicach Ukraińskiej Socjalistycznej Republiki Radzieckiej w składzie ZSRR. Od 1941 do 1944 pod okupacją niemiecką, należała do Generalnego Gubernatorstwa. Od 1991 roku w granicach niepodległej Ukrainy.

## Ihrowica podczas II wojny
10 lutego 1940 r. część polskich mieszkańców została wywieziona na Syberię przez NKWD. Na przełomie kwietnia i maja 1940 r. Ihrowicą wstrząsnęło pierwsze morderstwo na tle politycznym. Zastrzelony został Jurko Kupyna, kierownik miejscowej poczty. Był to Ukrainiec i komunista, sekretarz miejscowej komórki partyjnej. W maju 1941 r., tuż przed wybuchem wojny niemiecko-sowieckiej, do Armii Czerwonej wcielono kilkunastu Polaków i Ukraińców. Po rozpoczęciu wojny niemiecko-sowieckej w 1941 wieś znalazła się pod okupacją niemiecką. Okupanci zorganizowali we wsi policję ukraińską. Od wiosny 1943 r. w związku z rosnącym zagrożeniem ze strony ukraińskich nacjonalistów utworzono samoobronę. Komendantem placówki AK w Ihrowicy był Antoni Drzewiecki. Po jego śmierci, 22 stycznia 1944 r., placówkę objął Kazimierz Biskupski. 7 marca 1944 r. wieś została ponownie zajęta przez Armię Czerwoną. 
24 grudnia 1944 roku sotnia UPA „Burłaky” pod dowództwem Iwana Semczyszyna „Czornego”, wspólnie z członkami ukraińskiej samoobrony (SKW) napadła na wieś i zamordowała kilkudziesięciu mieszkańców. Części ludności cywilnej udało się uciec dzięki ks. Stanisławowi Szczepankiewiczowi, który ostrzegł swoich parafian przed niebezpieczeństwem. Sam nie zdążył jednak uciec, poniósł śmierć męczeńską, razem z matką, siostrą i bratem, zarąbany siekierami. Wydarzenia z tego dnia są określane jako krwawa podolska wigilia w Ihrowicy. Polscy uciekinierzy ze wsi zostali wywiezieni do Polski. Liczba ofiar zbrodni UPA i SKW wyniosła w sumie 89 osób. 
W 1995 r. potomkowie Kresowian ustawili na cmentarzu parafialnym w Korfantowie upamiętniający ks. Stanisława Szczepankiewicza i pomordowanych mieszkańców Ihrowicy. 
5 lipca 2008 r. został odsłonięty w Ihrowicy pomnik w hołdzie pomordowanym. 

## Ludzie
- Antoni Jezierski